# Escrito en un instante
Escrito en un instante es una colección de textos cortos, un libro de artículos como lo define el propio autor escrito por Antonio Muñoz Molina en 1996 y publicado al año siguiente.
Su confección responde a la solicitud que hizo el poeta Javier Jové para realizar una obra poética, a lo que Antonio Muñoz Molina aportó una serie de artículos realzados para el periódico Diario 16 y una serie de paseos ficticios o reales que narraba en un programa radiofónico para RNE.
El escritor mantiene un blog homónimo.